# Saprosma lowiana
Saprosma lowiana là một loài thực vật có hoa trong họ Thiến thảo. Loài này được (King & Gamble) H.Zhu mô tả khoa học đầu tiên năm 2001.